# Jack Cooper Love
Jack Cooper Love, född 25 december 2001, är en engelsk-svensk fotbollsspelare som spelar för engelska Burton Albion FC.

## Karriär
Jack Cooper Loves moderklubb är Aneby SK. Efter att ha debuterat i moderklubbens A-lag skrev han i november 2016 på för IF Elfsborg. Övergången trädde i kraft sommaren 2017.
Under ungdomsåren i IF Elfsborg skolades Cooper Love om från innermittfältare till anfallare och fick även vara med om att vinna tre SM-guld, två U17 och ett U19. Inför säsongen 2021 var han en av flera Elfsborgstalanger födda 2001 som lyftes upp i A-laget. Väl där presenterade han sig direkt, genom att bli tvåmålsskytt i årets första träningsmatch, när BK Häcken besegrades med 3–0.
Den 19 april 2021 debuterade Jack Cooper Love i Allsvenskan, då han gjorde ett kort inhopp i 3–1-segern mot Varbergs BoIS i andra omgången. Han hade dessförinnan tävlingsdebuterat i Svenska Cupen.
Den 13 september 2021 lånades Cooper Love ut till Örgryte IS, där avtalet sträckte sig över resten av säsongen 2021.
Den 24 februari 2022 blev det officiellt att Cooper Love ansluter till Skövde AIK på lån över säsongen 2022. Han debuterade för Skövde AIK i Superettan mot Östersunds FK och gjorde mål i den 63:e minuten. 2023 var han på lån till Elfsborgs allsvenska seriekonkurrent Halmstads BK, och 2024 lånades han ut till allsvenska nykomlingen Gais. Han gjorde sin tävlingsdebut för Gais i en 0–2-förlust borta mot IF Elfsborg i svenska cupens gruppspel i februari 2024. Efter fyra mål på nio allsvenska matcher under våren 2024 köptes han av Burton Albion FC i League One och lånet till Gais avslutades därför i förtid.

## Statistik
| Klubb              | Säsong             | Liga                           | Liga    | Liga | Nationell cup | Nationell cup | Totalt  | Totalt |
| Klubb              | Säsong             | Division                       | Matcher | Mål  | Matcher       | Mål           | Matcher | Mål    |
| ------------------ | ------------------ | ------------------------------ | ------- | ---- | ------------- | ------------- | ------- | ------ |
| Aneby SK           | 2016               | Division 4 Elit Västra Småland | 9       | 1    | —             | —             | 9       | 1      |
| Aneby SK           | 2017               | Division 4 Norra Småland       | 12      | 9    | —             | —             | 12      | 9      |
| Aneby SK           | Totalt             | Totalt                         | 21      | 10   | —             | —             | 21      | 10     |
| IF Elfsborg        | 2021               | Allsvenskan                    | 6       | 0    | 2             | 0             | 8       | 0      |
| IF Elfsborg        | 2022               | Allsvenskan                    | 2       | 0    | 0             | 0             | 2       | 0      |
| IF Elfsborg        | 2023               | Allsvenskan                    | 11      | 1    | 0             | 0             | 11      | 1      |
| IF Elfsborg        | Totalt             | Totalt                         | 19      | 1    | 2             | 0             | 21      | 1      |
| Örgryte IS (lån)   | 2021               | Superettan                     | 9       | 0    | 0             | 0             | 9       | 0      |
| Skövde AIK (lån)   | 2022               | Superettan                     | 27      | 14   | 0             | 0             | 27      | 14     |
| Halmstads BK (lån) | 2023               | Allsvenskan                    | 16      | 2    | 1             | 2             | 17      | 3      |
| Gais (lån)         | 2024               | Allsvenskan                    | 9       | 4    | 3             | 1             | 12      | 5      |
| Totalt i karriären | Totalt i karriären | Totalt i karriären             | 101     | 31   | 6             | 3             | 107     | 33     |